# Зубата акула високоплавцева
Зубата акула високоплавцева (Centroscyllium excelsum) — акула з роду Зубата акула родини Ліхтарні акули.

## Опис
Загальна довжина досягає 63,6 см. Голова товста, помірного розміру. Очі великі, овальні, мають горизонтальну форму. За очима присутні маленькі бризкальця. Зуби дрібні, з 3 верхівками та високою середньою верхівкою. Тулуб подовжений. Шкіряна луска висока, зірчаста. У них 5 пар зябрових щілин. Грудні та черевні плавці маленькі. Має 2 спинних плавця з дещо зігнутими, рифленими шипами. Задній плавець більше за передній. За свій довгий задній плавець ця акула отримала таку назву. Анальний плавець відсутній. Хвостовий плавець відносно короткий та широкий. Черево відносно довге з флуорисцентними ділянками.
Забарвлення коричневе з темними відтінками. Очі зеленуватого кольору.

## Спосіб життя
Тримається на глибині 800—1000 м. Здійснює добові міграції, вночі підіймається вище, аж до поверхні. Живиться ракоподібними.
Це яйцеживородна акула. Стосовно процесу парування та розмноження немає достатніх відомостей.

## Розповсюдження
Мешкає на імперських підводних горах між Гавайськими та Алеутськими островами.